# Podróż apostolska Franciszka do Rumunii
Podróż apostolska papieża Franciszka do Rumunii odbyła się w dniach 31 maja – 2 czerwca 2019 roku. Była to jego 30. pielgrzymka. Hasło podróży brzmiało: „Idziemy razem”. Logiem podróży był wizerunek Maryi w kolorach rumuńskiej flagi narodowej. 
Franciszek był drugim biskupem Rzymu odwiedzającym Rumunię, przed nim jeden raz Rumunię odwiedził w dniach 7-9 maja 1999 Jan Paweł II.

## Program pielgrzymki[2]
- 31 maja

O 8:10 rzymskiego czasu samolot z papieżem wyleciał z rzymskiego lotniska Fiumicino do Rumunii; o 11:30 rumuńskiego czasu papież wylądował na lotnisku w Bukareszcie. O 12:05 odbyła się ceremonia powitalna przed Pałacem Prezydenckim, po której kwadrans później papież spotkał się w Pałacu Prezydenckim z prezydentem Rumunii Klausem Iohannisem. O 12:50 w Pałacu Prezydenckim papież spotkał się z premier Rumunii Vioricą Dăncilă. Dziesięć minut później papież spotkał się z władzami, mieszkańcami Rumunii i korpusem dyplomatycznym kraju w Pałacu Cotroceni. O 15:45 w Pałacu Patriarchatu papież spotkał się z patriarchą Rumunii, Danielem I. O 16:15 spotkał się w Pałacu Patriarchatu z członkami Synodu Rumuńskiego Kościoła Prawosławnego. O 17:00 w katedrze prawosławnej papież odmówił modlitwę Ojcze nasz. O 18:10 w rzymskokatolickiej katedrze Świętego Józefa papież odprawił mszę świętą. 
- 1 czerwca

O 9:30 papież wyleciał samolotem z Bukaresztu do Bacău; przyleciał do Bacău o 10:10. O 11:30 w Sanktuarium Sumuleu-Ciuc papież odprawił mszę świętą. O 16:10 papież poleciał helikopterem do Jass. O 17:25 w Jassach złożył wizytę w katedrze Najświętszej Maryi Panny Królowej. O 19:00 papież poleciał samolotem do Bukaresztu; samolot z nim wylądował na lotnisku w Bukareszcie o 20:00.
- 2 czerwca

O 9:00 rano papież wyleciał samolotem z Bukaresztu do Sybina; o 9.40 wylądował w Sybinie i poleciał helikopterem do Blaju. O 11:00 na Polu Wolności w Blaju papież odprawił mszę świętą, podczas której dokonał beatyfikacji 7 unickich biskupów-męczenników. O 12:00 papież odmówił z wiernymi modlitwę Regina Coeli. O 13:25 papież zjadł obiad. O 15:45 spotkał się z Romami. O 16:35 papież poleciał helikopterem na lotnisko w Sybinie, gdzie o 17:20 odbyła się ceremonia pożegnalna. Dziesięć minut po ceremonii papież odleciał samolotem do Rzymu. O 18:45 rzymskiego czasu samolot z papieżem wylądował na lotnisku w Rzymie.